# Sun Laj-jen
Prof./Dr. Sun Laj-jen (čínsky pchin-jinem Sūn Láiyàn, znaky zjednodušené 孙来燕, tradiční 孫來燕; *1957, Peking) je čínský vědec, který v letech 2004 až 2010 předsedal Čínské národní vesmírné agentuře (CNSA). Poté ho vystřídal Čchen Čchiou-fa.